# Ијан Бенкс
Ијан Бенкс (енгл. Iain Banks; 16. фебруар 1954 — 9. јун 2013) био је шкотски књижевник.

## Романи
- Осина фабрика (1984.)
- Ходање по стаклу (1985.)
- Мост (1986.)
- Еспедаир улица (1987.)
- Размисли Плебасу (1987.)
- Играч игара (1988.)
- Канални снови (1989.)
- Употреба оружја (1990.)
- Вранина цеста (1992.)
- Саучесништво (1993.)
- Трунка (1995.)
- Excession (1996.)
- Камена песма (1997.)
- Инверзије (1998.)
- Пословни (1999.)
- Поглед на Виндвард (2000.)
- Смртни лет (2002.)
- Стрми приступ Гарбадалу (2007.)
- Материја (2008.)